# Tubocurarina
Tubocurarina é um fármaco utilizado como relaxante muscular.